# Mycteroperca tigris
La cuna gata o mero tigre (Mycteroperca tigris) es una especie de pez serránido americano propio de zonas arrecifales.

## Descripción
Profundidad corporal de 3.1-3.6 veces y longitud de cabeza de 2.5-2.8 veces la longitud estándar. Fosas nasales posteriores de 3-5 veces más grandes que las frontales. Dientes grandes con caninos bien desarrollados. Preopérculo sin lóbulo sobresaliente en la esquina. El primer arco branquial posee 8 branquias incluyendo 5-6 rudimentarias en la extremidad superior, y en la extremidad inferior posee 15-17 branquias incluyendo 7-9 rudimentarias en la extremidad inferior. La aleta dorsal posee 11 espinas y 15-17 radios blandos, las membranas interespinales indentadas, aleta anal con tres espinas y 11 radios suaves, aleta anal blanda con radios medios alargados en adultos; aleta caudal redondeada en juveniles, truncada en peces de 60-80cm; 17 radios en la aleta pectoral. Escamas ctenoideas en la parte medio lateral del cuerpo en juveniles y lisas en adultos; 82-83 escamas en la línea lateral; 120 escamas laterales. Son de color azul-verdoso hasta marrón con abundantes manchas pequeñas marrones o naranjas; los espacios intermedios forman una red de color verde pálido o blanquesino; la cabeza y el cuerpo son más obscuros dorsalmente con nueve a 11 rayas pálidas oblicuas alternadas y más barras amplias oscuras; aletas con manchas y rayas pálidas irregulares; aletas pectorales de color amarillo pálido; el interior de la boca es naranja rojizo o naranja oscuro. Los juveniles (tres a diez centímetros de longitud estándar) son de colo amarillo con la franja medio lateral marrón negruzco desde la punta de la mandíbula inferior a través del ojo y a lo largo del cuerpo hasta la aleta caudal; éstas rayas no se juntan en la mandíbula inferior y al crecer se vuelven más tenues, e inician a oscurecerse las barras dorsales a partir de los 20 cm de longitud estándar. En los juveniles el patrón de barras dorsales oblicuas es un patrón causado por estrés. Su tamaño máximo es de 100 cm y un peso de 10 kg.

## Ecología
Habita en el Golfo de México desde el sur de Texas a la península de Yucatán, Las Bermudas, Florida, las Antillas, Venezuela hasta el sur de Brasil en arrecifes de coral y fondos rocosos entre los 10 y 40 metros de profundidad. Es un depredador de emboscada que se alimenta principalmente de peces.

## Reproducción
Al igual que las demás especies de serránidos es un hermafrodíta protogíneo; todos los peces de menos de 37 cm son hembras y los mayores de 45 cm son machos. Los machos en época de apareamiento muestran la cabeza de color amarillo pálido a bronce, aletas pectorales negras con puntas amarillas base de la aleta anal blanca; las hembras exhiben los colores habituales. Forman congregaciones reproductivas, y hembras y machos se desplazan juntos desde el fondo hasta media agua para liberar los huevos y el esperma en la corriente; las hembras pueden liberar entre 154,030 y 986,271 ovocitos. El desove ocurre después de cada luna nueva entre enero y abril. Alcanzan la madurez sexual a los dos años, o lo que es igual a los 25 cm de longitud estándar; un pez de 42 cm de longitud estándar puede tener 9 años.

## Conservación
Debido a su amplia zona de distribución es probable que su población no corra gran riesgo, sin embargo, se han notado disminuciones de esta especie en las islas antillanas y no existen datos de desembarco de esta especie en su área de distribución, lo que hace difícil saber el estado de explotación de la misma. Las capturas de estos peces durante sus congregaciones reproductoras generaría consecuencias negativas en su población.